# 어디가, 어디 있었어?
"어디가, 어디 있었어?"(Where Are You Going, Where Have You Been?)는 한국에서 제작된 선환영 감독의 2008년 드라마 영화이다. 윤소현 등이 주연으로 출연하였다.

## 출연

### 주연
- 윤소현
- 정대훈
- 원창연

## 기타
- 프로듀서: 피소현
- 조명: 강성훈
- 조연출: 장진성 2
- 녹음: 박정식 4
- 믹싱: 표용수